# 빈즈엉성
빈즈엉성(베트남어: Bình Dương / 平陽省)은 베트남의 오래된 지방이다. 2025년 6월 12일, 빈즈엉성 성이 호찌민시 편입되었다.

## 지리
빈즈엉성에는 사이공강과 동나이강 그리고 베 강이 교차한다.

## 경제
빈즈엉성은 농지가 좋아 농업이 중요산업이며, 또한 제조업이 중요한 산업이기도 하다. 2004년 상반기에 빈즈엉성은 베트남에서 두 번째로 많은 외국인 투자를 이끌어내기도 하였다. 나이키와 아디다스 그리고 H&M, 맥도날드가 공장 건설을 마쳤고 남쪽의 디안과 탄안은 도시화가 잘 진행된 지역이며 지금은 호찌민 시의 메트로폴리탄 지역에 편입되었다.
또한 2013년에는 롯데마트가 베트남 다섯 번째 점포가 되는 빈즈엉 점을 개업하였고, 2014년 11월에는 이온 몰 빈즈엉 카나리(AEON MALL Binh Duong Canary)도 개업을 했다.

## 행정 구역
빈즈엉성은 5개의 타인포(城庯, Thành phố)과 4개의 후옌(縣, Huyện)이 있다.

### 시(타인포)
- 투저우못시 (Thủ Dầu Một / 守油蔑)
- 벤깟시 (Bến Cát / 𤅶葛)
- 지안시 (Dĩ An / 以安)
- 떤우엔시 (Tân Uyên / 新淵)
- 투언안시 (Thuận An / 順安)

### 현
- 박떤우옌현 (Bắc Tân Uyên / 北新淵)
- 바우방현 (Bàu Bàng / 保邦)
- 저우띠엥현 (Dầu Tiếng / 油汀)
- 푸자오현 (Phú Giáo / 富教)